# Judith Butler
Pour les articles homonymes, voir Butler.
Cet article possède un paronyme, voir Judith Cutler.
Judith Butler, née le 24 février 1956 à Cleveland (Ohio), est une philosophe américaine. Butler est Distinguished Professor à l'Université de Californie à Berkeley aux États-Unis. Son travail porte principalement sur le genre et les luttes pour la justice sociale.
Son ouvrage majeur Trouble dans le genre. Le féminisme et la subversion de l'identité est publié aux États-Unis en 1990, avec une traduction tardive en français, en 2005. Ses premiers écrits portent, dans le sillage de la French Theory, sur l'ambivalence du sujet en tant que soumis à un pouvoir et produit par cette soumission même. Sa théorisation de la « performativité du genre », à partir du triple héritage de la théorie austinienne des actes de langage, du féminisme et de la déconstruction, a constitué un apport majeur dans le champ des études féministes et queer.
Ses écrits ultérieurs traitent de la guerre, de la vulnérabilité, du deuil et des figures de la dépossession comme le prisonnier extra-juridique ou le réfugié, tout en faisant une critique de la politique étrangère des États-Unis après les attentats du 11 septembre 2001.

## Biographie
Judith Butler naît en 1956 à Cleveland dans une famille juive et reçoit une éducation religieuse et progressiste. Sa pensée et son engagement politique s'inscrivent dans la tradition « juive antisioniste ».
En 1978, elle passe une année à l'université de Heidelberg à travers le programme Fulbright. Après quoi, Judith Butler obtient son Ph.D. en philosophie à l'université Yale en 1984 en soutenant une thèse qui sera éditée plus tard sous le titre « Sujets du désir : Réflexions hégéliennes au vingtième siècle en France ».
Judith Butler a enseigné, entre autres, à l'université Wesleyenne, à l'université George-Washington, à l'université Johns-Hopkins et à l'European Graduate School de Saas-Fee, en Suisse. Titulaire de la chaire Maxine Elliott dans les départements de rhétorique et de littérature comparée de l'Université de Californie à Berkeley, Judith Butler y fonde et y dirige, pendant un temps, le programme de théorie critique.

### Vie privée
Judith Butler vit à Berkeley avec sa compagne, Wendy Brown, et leur fils, Isaac, né de celle-ci par PMA. Lesbienne et non-binaire,, Judith Butler recommande l'utilisation du pronom iel (traduction de they/them en anglais) à son propos,.

## Féminisme et genre
Les travaux de Judith Butler ont eu une influence considérable sur le féminisme, la théorie queer, les études culturelles et la philosophie continentale. Ses contributions dans d'autres disciplines – telles que la psychanalyse, la littérature, le cinéma, les études de performance ou encore les arts visuels – sont également conséquentes. Sa théorisation de la « performativité du genre », tout comme sa conception du « critically queer », n'ont pas seulement contribué à transformer la compréhension du genre et de l'identité queer dans le monde universitaire, mais aussi à former et mobiliser différents types d'engagement politique à travers le monde, en particulier le militantisme queer. Ses études, qui remettent en question les notions traditionnelles de sexe et genre, ont de plus alimenté de nombreux débats sur l'enseignement du genre, l'homoparentalité et la dépathologisation de la transidentité, à tel point que le pape Benoît XVI a lui-même fini par aborder ces sujets.	

De nombreux universitaires et militants politiques affirment que le postulat radical de départ des recherches de Judith Butler, à savoir la dichotomie entre sexe et genre, ainsi que sa conception non-essentialiste du genre (dans la lignée de sa réflexion sur la « puissance d'agir »), ont contribué, avec les travaux de Gayle Rubin et d'Eve Sedgwick, à révolutionner les pratiques, pensées, et études féministes ou queer. Darin Barney, professeur agrégé au département d’histoire de l’art et d’études en communications de l'université McGill (Canada), a ainsi déclaré que : 

« les travaux de Butler sur le genre, le sexe, la sexualité, l'identité queer, le féminisme, le corps, associés à son discours politique et éthique, ont changé la façon qu'ont les chercheurs du monde entier d'envisager l'identité, la subjectivité, le pouvoir et la politique. Ils ont aussi changé les vies d'innombrables personnes dont le corps, le genre, la sexualité et les désirs les confrontent à la violence, l'exclusion et l'oppression. »

### Gender Trouble
En 1990, paraît Gender Trouble. C'est un tournant important avec plus de 100 000 exemplaires vendus dans plusieurs langues à travers le monde.
En France, l'ouvrage est publié en 2005 sous le titre Trouble dans le genre. Il fait la critique des travaux de Simone de Beauvoir, Julia Kristeva, Sigmund Freud, Jacques Lacan, Luce Irigaray, Jacques Derrida, et, surtout, de Michel Foucault.
L'écriture de Judith Butler, considérée par beaucoup de lecteurs comme inutilement complexe et dense,, est très influencée par la psychanalyse française.
Sa popularité a même inspiré un fanzine intellectuel, Judy!, contribuant ainsi à en faire une célébrité dans le monde universitaire.	
Concernant le travail théorique, la lecture de Jacques Derrida fait l'objet de nombreux commentaires. Il est question du « rapport performatif » de la théorie de John Langshaw Austin et de l'histoire de Franz Kafka, Le Procès ; tous les deux en convergence avec les lectures de Butler sur Surveiller et punir de Michel Foucault et Histoire de la sexualité, vol. 1, La Volonté de savoir. Cette convergence est le creuset de la théorie de Butler sur la performance de genre. Par cette expression, il faut comprendre le genre comme une performance sociale apprise, répétée, et exécutée (d'où paraît sa lecture de Foucault). L'établissement d'une exécution de performance « obligatoire » de la féminité et la masculinité produit la fiction de genres « naturels » aussi bien que la distinction entre le sexe extérieur et biologique et le « genre intérieur ». Pour mieux caractériser le genre comme un « choix volontaire et quotidien », Butler renforce sa théorie de la performativité de genre dans ses ouvrages suivants.

#### Performativité du genre
Par ailleurs, Butler a abordé le genre comme étant performatif, dans le sens où on ne cherche pas à connaître ce que la personne est, mais bien ce qu’elle fait. Ainsi, le concept de performativité du genre ne consiste pas à faire un choix entre les genres, mais bien à reproduire les normes établies de l’individu. En d’autres termes, un acte seul ne peut changer l’individu, ce n’est que par la redondance quotidienne de ses propres procédures conventionnelles. D’ailleurs, la personne devient soit un homme soit une femme par les actions répétées qui dépendent des normes sociales ou des façons particulières d’agir qui sont propres à chaque culture. De plus, les énoncés performatifs viennent jouer un rôle dans la constitution du genre, car ce sont des discours autoritaires qui remplissent comme fonction des actions exerçant du pouvoir.
Toutefois, le genre est un devoir qui ne se conforme pas toujours aux attentes d’autrui, ce qui va créer une distance entre les individus. Par ailleurs, le pouvoir, considéré comme instable et résistant, émerge lorsqu’une manière d’agir est sans cesse reproduite. De là, Butler émet le pouvoir de l’insulte « queer ». La force de l’insulte ne se résume en rien par l’intention qu’avait l’individu de faire réagir la personne concernée, mais plutôt dans le fait que l’insulte, qui était prononcée autrefois, soit répétée. À force de répéter ces manières de s’adresser à autrui, cela a produit et/ou relié l’homosexualité à l’humiliation et au dénigrement. Cependant, c’est par la non-conformité qu'émerge la résistance ainsi que le changement. Le retournement du stigmate porté par l'insulte « queer » en une force offensive contre l'ordre établi, et son langage, est selon Butler parfaitement illustré par le film documentaire Paris Is Burning (1991).

## Judaïsme et politique
Judith Butler voudrait fonder sur les traditions intellectuelles juives la critique du sionisme et de la politique d'Israël. Butler relit en ce sens les œuvres de Primo Levi, d'Emmanuel Levinas ou de Walter Benjamin. Butler écrit : 
« Si je parviens à montrer qu'il existe des ressources juives susceptibles d'être mobilisées pour une critique de la violence de l'État, une critique de l'assujettissement colonial des populations, de l'expulsion et de la dépossession, alors je serai parvenue à démontrer qu'une critique juive de la violence d'État, israélienne est au moins possible, sinon d'un point de vue éthique, obligatoire ». 
Butler mobilise la philosophie d'Emmanuel Levinas pour penser le rapport du peuple juif aux non-juifs, et « l'irruption de l'Autre au cœur de soi-même ». Butler relit Walter Benjamin, auteur de Critique de la violence, qui reconnaît dans certains cas le droit « de désobéir à l'État, de se départir de l'allégeance à l'ordre de droit pour s'opposer à la violence ».

## Prises de position
Elle dénonce l’attaque du Hamas contre Israël du 7 octobre 2023 comme étant « un massacre terrifiant et révoltant » et critique la position de certains mouvements étudiants de solidarité avec la Palestine selon lesquels « le régime d’apartheid est le seul responsable » des attaques du Hamas. Elle souligne cependant qu’« il serait étrange de croire que toute condamnation nécessite un refus de comprendre, de peur que cette compréhension ne serve qu’à relativiser les choses et diminuer notre capacité de jugement » et insiste sur « l’égale pleurabilité de toutes les vies », israéliennes comme palestiniennes.
En mars 2024, lors d'un événement organisé par des groupes de gauche radicale et postcoloniale à Pantin, elle déclare au sujet de cette attaque : « Nous pouvons avoir des positions différentes sur le Hamas comme organisation politique ainsi que sur la résistance armée. Mais je pense qu’il est plus honnête, et plus correct historiquement, de dire que le soulèvement du 7 octobre était un acte de résistance armée. Ce n’est pas une attaque terroriste, ce n’est pas une attaque antisémite : c’était une attaque contre les Israéliens. Et vous le savez, je n’ai pas aimé cette attaque, je l’ai dit publiquement. [...] Toutefois je serais vraiment stupide si je décidais que la seule violence dans cette région est à l’encontre du peuple israélien. […] La violence contre les Palestiniens a lieu depuis des décennies. [Le 7 octobre] était un soulèvement qui résulte d’une situation de soumission, et contre un appareil d’État violent. Maintenant, soyons clairs : on peut être pour ou contre la résistance armée, pour ou contre le Hamas, mais mettons-nous au moins d’accord sur le terme de “résistance armée”, et ensuite on peut débattre de la question de savoir si c’est juste, s’ils ont fait ce qu’il fallait faire, ou s’il y a d’autres stratégies »,. Elle ajoute que « cela ne signifie en aucun cas que je soutiens les actions du Hamas ou que je considère que leurs actions sont justifiées. Toutes les formes de “résistance” ne sont pas justifiées, et certaines, comme celles-ci, appellent véritablement une condamnation. » Lors de la même conférence, à propos de viols subis par les femmes israéliennes, elle déclare : « Si ces allégations sont documentées, nous déplorons » ces actes, mais « nous insistons pour voir cette documentation ». Et de souligner que 70 % des victimes de la guerre menée par Israël à Gaza étaient des femmes et des enfants.  
L'extrait a été visionné plus de cinq millions de fois sur X en quelques jours. Il a suscité de vives réactions en Allemagne. L'historien de l'art Jörg Scheller déclare alors : « Il n'y a rien à contextualiser ici [...] Quiconque se demande comment la gauche pourrait sombrer encore et encore dans la terreur, contrairement à ses idéaux - exactement comme ça. » Le chroniqueur de la Frankfurter Allgemeine Zeitung Patrick Bahners a défendu, lui, les déclarations de Butler : « Elle reste cohérente dans un réalisme politique qui autorise les conflits éthiques et ne les déclare pas d'avance hors de propos. »

## Critiques
Judith Butler est célèbre dans certains milieux pour sa « prose impénétrable, jargonnante », qui a également suscité certaines controverses.
En 1998, la revue de Denis Dutton Philosophy and Literature a décerné à Butler le premier prix de son « Concours de mauvaise rédaction », qui prétend « célébrer le mauvais style dans les passages stylistiques les plus lamentables trouvés dans des livres savants et des articles. » Ces critiques d'une prose « lourde et obscure » sont partagées par d'autres commentateurs.
Si d'aucuns reprochent à Butler son élitisme en raison d'un style d'écriture difficile d'accès, d'autres font encore valoir sa prétendue promotion d'un volontarisme de genre[réf. nécessaire], où le genre serait à un « discours » ou à un « acte de langage »[pas clair]. Susan Bordo (en) soutient par exemple que le corps détermine en majeure partie le genre, s'opposant alors implicitement à la vision performative de Judith Butler.
Une critique particulièrement virulente provient de la féministe libérale Martha Nussbaum, pour laquelle Judith Butler a mal interprété l'idée d'énonciation performative de John Langshaw Austin, en plus de revendiquer des avancées juridiques infondées, d'exclure de ses recherches un point essentiel de résistance en répudiant l'agentivité pré-culturelle[Quoi ?], et de ne fournir aucune théorie éthique normative susceptible d'encadrer les performances subversives que ses textes approuvent.
Un débat a opposé Nancy Fraser à Butler, Fraser suggérant que la focalisation de Butler sur la performativité l'éloignait des « façons quotidiennes qu'on a de parler et de se penser. […] Pourquoi devrions-nous utiliser un tel idiome d'auto-distanciation ? »
Dans une tribune, le biologiste William Reville prétend que « la biologie joue un rôle majeur dans la détermination des comportements masculins et féminins », mentionnant l'influence des hormones prénatales et le cas de David Reimer, un garçon qui, bien qu'ayant subi une réattribution sexuelle et ayant été élevé comme une fille dès l'âge de 22 mois, s'est toujours considéré comme un garçon. Par ailleurs, les connaissances scientifiques actuelles sur l'influence des hormones sur les comportements humains sont loin de permettre d'appuyer ses propos, les études sur les singes sur lesquels il s'appuie étant largement critiquées[Par qui ?] sur le plan méthodologique. Pour Butler, bien que n'étant ni trans ni intersexe, David Reimer est une figure de ces mouvements. Les personnes intersexes ont pu « révéler à l'opinion publique la brutalité et la violence des chirurgies imposées aux enfants intersexes ainsi que les préjudices permanents qu'elles causent. »
En 2023, dans le contexte de la guerre de Gaza, il lui est reproché des propos tenus en 2006 : « Je pense que comprendre le Hamas et le Hezbollah en tant que mouvements sociaux progressistes de gauche, faisant partie d’une gauche mondiale est extrêmement important ». Ces déclarations suscitent une controverse, relancée par une interview donnée en mars 2024 dans laquelle elle qualifie les attaques du 7 octobre 2023 non pas d’acte terroriste, mais « d’acte de résistance armée ». Face aux critiques, Butler affirme condamner « les meurtres délibérés de civils israéliens » et précise qu'elle ne soutient ni les méthodes du Hamas, ni sa charte politique,,,,.

## Commentaires sur quelques livres

### Trouble dans le genre(1990)
Trouble dans le genre ; pour un féminisme de la subversion est le livre qui a fait connaître Judith Butler, et dans lequel sont proposées pour la première fois ses analyses du caractère performatif du genre,.

### Rassemblement(2016)
Rassemblement décrit comment des personnes, dont les droits fondamentaux ne sont pas assurés, deviennent visibles lorsque les corps sont rassemblés sur une place en Égypte, en France ou aux États-Unis.

## Publications

### En langue anglaise
Années 1980
- Subjects of Desire: Hegelian Reflections in Twentieth-Century France, 1987

Années 1990
- Gender Trouble: Feminism and the Subversion of Identity, 1990, Routledge
- Bodies That Matter: On the Discursive Limits of 'Sex', Routledge, 1993
- Excitable Speech: A Politics of the Performative, Routledge, 1997
- The Psychic Life of Power, Routledge, 1997

Années 2000
- Antigone's Claim: Kinship Between Life and Death, 2000
- Contingency, Hegemony, Universality: Contemporary Dialogues on the Left (with Ernesto Laclau and Slavoj Žižek), Verso, 2000
- The Judith Butler Reader, Sara Salih et Judith Butler (éd.), Blackwell Publishing, 2004
- Precarious Life: The Powers of Mourning and Violence, Verso, 2004
- Undoing Gender, Routledge, 2004
- Giving an Account of Oneself. A Critique of Ethical Violence, Fordham University Press, 2005
- Frames of War: When Is Life Grievable?, Verso Books, 2009, 192 p.  (ISBN 978-1-84467-333-9)

Années 2010
- Parting Ways: Jewishness and the Critique of Zionism, Columbia University Press, 2012, 251 p.  (ISBN 978-0-231-14611-1)
- Dispossession: The Performative in the Political, avec Athena Athanasiou, 2013  (ISBN 978-0745653815)
- Senses of the Subject, Fordham University Press, 2015.
- Notes Toward a Performative Theory of Assembly, Harvard University Press, 2015.

Années 2020
- The Force of Nonviolence: An Ethico-political Bind, Verso Books, 2021
- (en) What World Is This? A Pandemic Phenomenology, New York (N.Y.), Columbia University Press, 2022, 134 p. (ISBN 978-0-231-20828-4 et 978-0-231-20829-1)
- Who's Afraid of Gender? (en), 2024

### Traductions françaises
Années 2000
- La Vie psychique du pouvoir. L'Assujettissement en théories, préface de Catherine Malabou, traduction de Brice Matthieussent, Leo Scheer, Paris, 2002
- Marché au sexe, (avec Gayle S. Rubin), EPEL, Paris, 2002, 200 p.   (ISBN 978-2-908855-68-5)
- Antigone. La Parenté entre vie et mort, traduction de Guy Le Gaufey, EPEL, Paris, 2003
- Le Pouvoir des mots. Politique du performatif, préface de Charlotte Nordmann et de Jérôme Vidal, traduction de Charlotte Nordmann avec la collaboration de Jérôme Vidal, Éditions Amsterdam, Paris, 2004
- Vie précaire. Les Pouvoirs du deuil et de la violence après le 11 septembre 2001, traduction de Jérôme Rosanvallon et Jérôme Vidal, Éditions Amsterdam, Paris, 2005  (ISBN 978-2-915547-04-7)
- Humain, Inhumain. Le Travail critique des normes. Entretiens, traduction de Jérôme Vidal et Christine Vivier, Éditions Amsterdam, Paris, 2005  (ISBN 978-2-915547-09-2)
- Trouble dans le genre. Pour un féminisme de la subversion, préface d'Éric Fassin, traduction de Cynthia Kraus, La Découverte, Paris, 2005  (ISBN 978-2-7071-5018-9)
- Défaire le genre, traduction de Maxime Cervulle, Éditions Amsterdam, Paris, 2006 ; nouvelle édition augmentée, 2013
- Le Récit de soi, traduit de l'anglais par Bruno Ambroise et Valérie Aucouturier, Paris, Puf, 2007.  (ISBN 978-2-13-055551-3) ; version française du livre Giving an Account of Oneself
- L'État global, avec Gayatri Chakravorty Spivak, traduit de l'anglais (États-Unis) par Françoise Bouillot, Paris, Payot et Rivages, 2007  (ISBN 978-2-228-90221-2) ; titre original : Who Sings the Nation-State? Language, Politics, Belonging, Seagull Books, 2007
- Ces corps qui comptent ; de la matérialité et des limites discursives du « sexe », traduit par Charlotte Nordmann (Bodies that Matter. On the Discursive Limits of 'Sex'), Paris, Éditions Amsterdam, 2009  (ISBN 978-2-35480-041-3)
- Sexualités, genres et mélancolie, Campagne Première, mai 2009  (ISBN 978-2-915789-47-8)

Années 2010
- Sois mon corps, avec Catherine Malabou, Paris, Bayard, 2010  (ISBN 978-2-227-48144-2)
- Ce qui fait une vie, Paris, Zone/La Découverte, 2010  (ISBN 978-2-35522-028-9)
- Sujets du désir, réflexions hégéliennes en France au XXe siècle, traduction de Philippe Sabot, PUF, 2011
- Vers la cohabitation. Judéité et critique du sionisme, Paris, Fayard, 2013  (ISBN 978-2-213-67224-3)
- Qu'est-ce qu'une vie bonne ?, Paris, Payot, 2014  (ISBN 978-2-228-91068-2)
- Rassemblement. Pluralité, performativité et politique, Paris, Fayard, 2016  (ISBN 2213702756)

Années 2020
- Le Vivable et l'Invivable, avec Frédéric Worms, Paris, PUF, 2021
- Dans quel monde vivons-nous ?, Flammarion, 2023[51]
- Qui a peur du genre ?, Flammarion, 2024[52]

## Prix et distinctions
- 2011 : Docteur honoris causa de l'université Bordeaux III[53]
- 2012: Prix Theodor-W.-Adorno (Allemagne)[54]
- 2013: Doctorat ès lettres, mention honoris causa, Université McGill (Canada)[55]
- 2013: Doctorat ès lettres, mention honoris causa, Université de St Andrews (Écosse)[56]
- 2014: Doctorat ès lettres, mention honoris causa, Université de Fribourg (Suisse)[57]
- 2015 : Docteur honoris causa de l'université de Liège (Belgique)[58]
- 2018: Doctorat ès lettres, mention honoris causa, Université de Belgrade (Serbie)[59]

En 2010, Butler refuse le prix du courage civique lors de la marche des fiertés de Berlin et dénonce un « nationalisme gay » issu de la lutte contre l'homophobie qui aurait dégénéré en action xénophobe et même raciste[pas clair].

#### Études
- Sara Salih, Judith Butler, Londres et New York, Routledge, coll. Critical Thinkers, 2002
- The Judith Butler reader, edited by Sara Salih with Judith Butler, Blackwell Publishing Ltd, 2003, 384 p.
- Paula-Irene Villa, Judith Butler, Campus Verlag GmbH, 2003, 160 p.  (ISBN 978-3-593-37187-0)
- Stéphane Haber, Critique de l'antinaturalisme: études sur Foucault, Butler, Habermas, Paris, PUF, coll. Pratiques théoriques, 2006
- Jérôme Vidal, « Judith Butler en France: Trouble dans la réception » in Mouvements, Paris, La Découverte, no 47-48, septembre 2006
- Gill Jagger, Judith Butler : sexual politics, social change and the power of the performative, Routledge, 2008
- Fabienne Brugère, Guillaume Le Blanc, Judith Butler. Trouble dans le sujet, trouble dans les normes, PUF, coll. « Débats philosophiques », 2009, 135 p.  (ISBN 978-2-13-057348-7)
- (de) Eva von Redecker, Zur Aktualität von Judith Butler. Eine Einleitung in ihr Werk, Wiesbaden, VS Verlag, 2011, 157 p. (ISBN 978-3-531-16433-5).
- Sabine Prokhoris, Au bon plaisir des docteurs graves : à propos de Judith Butler, Paris, Presses universitaires de France, 2016, VII-253 p. (ISBN 978-2-13-078627-6).

#### Colloque autour de Judith Butler
- Colloque international « Questions à Judith Butler », en sa présence, Poitiers, mars 2008 (vidéos disponibles), organisé par Kim Sang Ong Van Cung, Jean-Claude Bourdin et Simon Lemoine (et CRHIA, le département de philosophie ; UFR Sciences humaines & Arts ; université de Poitiers).